# Vivina de Groot-Bijgaarden
Vivina de Groot-Bijgaarden, nascuda vers el 1103 a Oisy (avui Oisy-le-Verger, al Pas-de-Calais) i traspassada el 17 de desembre de 1170 a Groot-Bijgaarden (Flandes, prop de Brussel·les) va ser una eremita, monja benedictina. És venerada com a santa per diverses confessions cristianes.

## Biografia
Wivine era la filla d'Hug II d'Oisy. Nascuda de pares pietosos, des de l'edat de 15 anys volgué retirar-se del món i consagrar-se a Déu en la castedat completa. La tradició explicada en les primeres vides de la santa diu que un dels seus pretendents, un noble anomenat Richard, emmalaltí per aquest refús i que Vivina pregà pel seu guariment abans de fer-se eremita.
Als 23 anys, va deixar la casa del seu pare i, amb algunes companyes, construí una capella i una ermita senzilla al bosc, prop de Brussel·les, a Groot-Bijgaarden. Com que el nombre de seguidores n'augmentava, el duc Godofreu de Brabant va oferir un terreny per construir-hi un monestir (1133). La comunitat va adoptar la regla de Sant Benet, però no es va convertir en un priorat fins a molt més tard (1245). Les monges es posaren sota la custòdia de l'abadia d'Affligem (prop d'Aalst). La fundació va rebre una llarga protecció i favor de la família ducal de Brabant. Vivina, probablement, era la superiora de la comunitat, tot i que no hi ha cap document que en doni fe; anys després, algunes monges en criticaren l'excessiva austeritat. Va morir al monestir el 7 de desembre de 1170.

## Culte i record
Després de la seva mort, el monestir de Groot-Bijgaarden es va convertir en lloc de pelegrinatge i fou conegut com a abadia de Santa Vivina. La vida de la santa va inspirar alguns autors dels segles xv i xvii.
En 1719, les relíquies de la santa van ser dipositades en un nou relicari d'argent per Philippe Van der Noot, bisbe de Gant. El 19 de maig de 1755 el vescomte de Angest, senyor de Ohain, oferí a la parròquia de Sant Esteve d'Ohain una part de la mandíbula de la santa; el bisbe de Namur permeté l'exposició i la veneració de relíquies a l'església i el poble es va convertir en un important centre de devoció a Santa Vivina.
El 1805, l'última abadessa de la comunitat de Groot-Bijgaarden diposità a l'església de Nostra Senyora de Sablon a Brussel·les, les restes de Vivina, on encara es veneren. L'anomenat Saltiri de Vivina es guarda a l'església Sant Lambert a Orbais (prop de Perwez), on hi havia una germandat dedicada a Santa Vivina.
La santa és invocada contra la pesta, la pleuresia, la febre, el mal de coll, i també contra malalties greus que afecten al bestiar.